# Roland Duss
 (juillet 2023).
Si vous disposez d'ouvrages ou d'articles de référence ou si vous connaissez des sites web de qualité traitant du thème abordé ici, merci de compléter l'article en donnant les références utiles à sa vérifiabilité et en les liant à la section « Notes et références ».
Roland Duss (né le 23 juin 1901 à Urbach, mort le 22 août 1977 à Lucerne) est un sculpteur suisse.

## Biographie
En 1920, Roland Duss retourne avec ses parents dans leur village ancestrale, Entlebuch, où il apprend divers métiers. À partir de 1924, il travaille comme tourneur à Emmenbrücke et suit des cours du soir extraprofessionnels à la Haute École de Lucerne.
En 1927, Duss choisit une carrière d'artiste et fréquente l'Académie des Beaux-Arts de Munich de 1928 à 1931. En 1931, il épouse Jetta Peter et fréquente l'Académie Julian à Paris pendant un an.
De 1932 à 1935, il travaille comme sculpteur à Lucerne puis s'installe à Paris. Lorsque la Seconde Guerre mondiale éclate, comme beaucoup d'artistes suisses, il doit quitter Paris et retourner à Lucerne.
Duss est membre de la section Lucerne de la Société des Peintres et Sculpteurs Suisses et expose son travail dans des expositions collectives. En 1937, 1938 et 1941, il reçoit une bourse fédérale d'art.

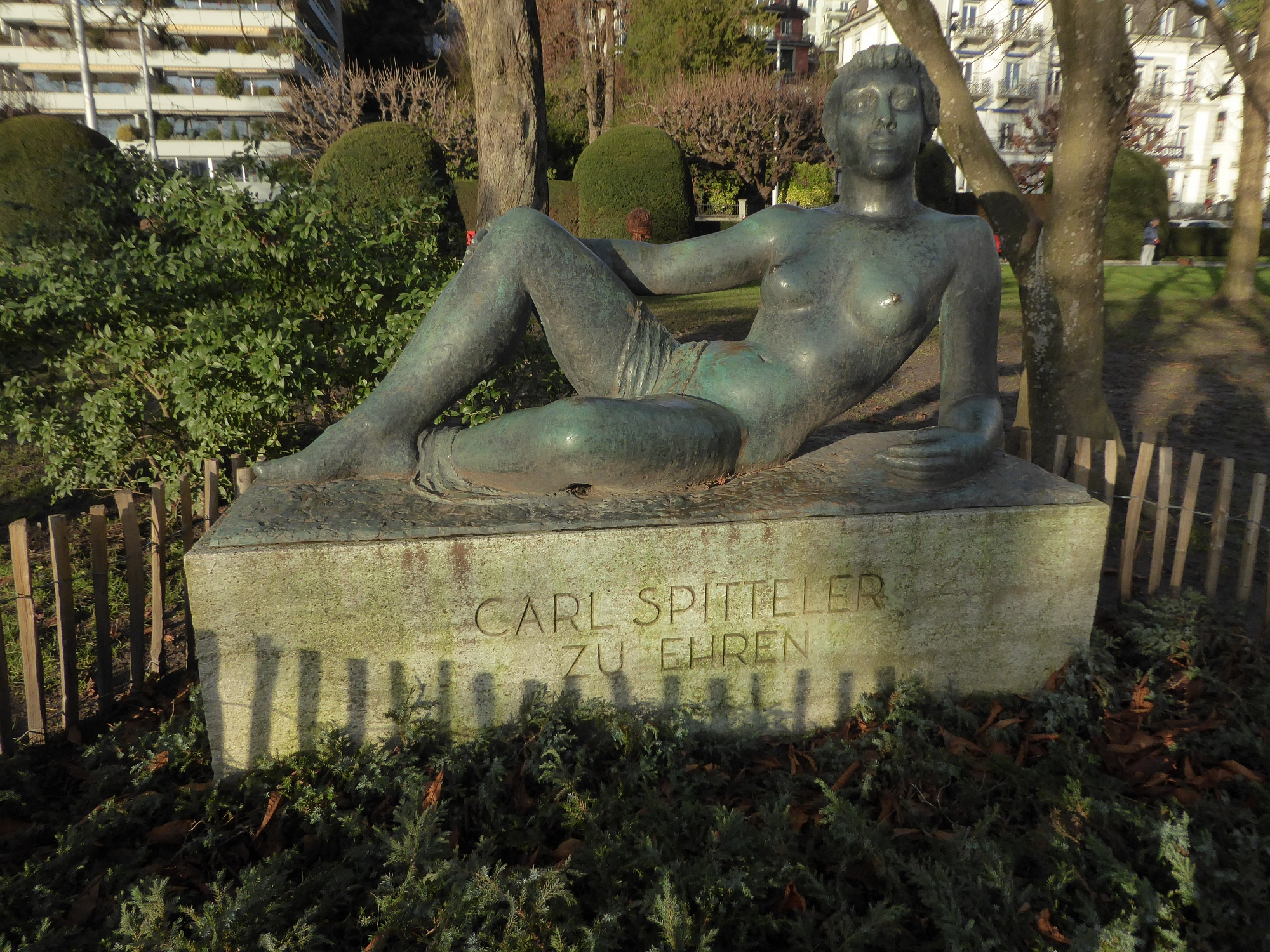
La Menteuse

Lorsque l'homme politique lucernois Paul Kopp a voulu valoriser artistiquement la ville de Lucerne, le collectionneur d'art Alfred Ganz offre à la ville de Lucerne la sculpture Le Regard, créée par Roland Duss, exposée sur la place de la gare de 1956 à 1962. Depuis le réaménagement de la place, la sculpture se dresse sur la Bühlmatte au quai Général Guisan à Lucerne.
En l'honneur de Carl Spitteler, Duss reçoit la commande du concours pour la sculpture La Menteuse, qui est exposée sur le quai Carl-Spitteler depuis 1940.
En 1968, Roland Duss reçoit le Prix d'Art et de Culture de la Ville de Lucerne.